# 岡和男
岡 和男（おか かずお、1948年1月15日 - 2021年4月29日）は、日本の俳優、声優。所属事務所はアーツビジョン。埼玉県出身。

## 経歴
劇団俳小附属養成所出身。サラリーマンから転職し、芸能界に入る。
以前は新企画に所属していた。
以前から病気療養中だったが、2021年4月29日に死去。訃報は7日後の5月6日に所属事務所から発表された。73歳没。

## 人物
主に老け役を演じる。特技は日本舞踊。

## 後任・代役
岡の療養により、2019年頃から持ち役を降板している。持ち役を引き継いだ人物は以下の通り。
| 後任     | 役名                             | 概要作品                             | 後任の初担当作品                     |
| -------- | -------------------------------- | ------------------------------------ | ------------------------------------ |
| 西村知道 | クラウス・フォン・リヒテンラーゼ | 『銀河英雄伝説 Die Neue These 邂逅』 | 『銀河英雄伝説 Die Neue These 星乱』 |

## 出演

### テレビアニメ
1981年
- 太陽の牙ダグラム（ゴーレン）
- 名犬ジョリィ（車掌）

1982年
- 戦闘メカ ザブングル（1982年 - 1983年、コトセット・メムマ〈初代〉）
- 手塚治虫のドン・ドラキュラ（警官A）

1983年
- 亜空大作戦スラングル（アーランド、ボスブレーン室長、レジス）

1984年
- 宗谷物語（広田）
- ふしぎなコアラブリンキー（ペンションの客A）

1985年
- おねがい!サミアどん
- 小公女セーラ（男）
- 北斗の拳（1984年 - 1987年、ギュウキ、ザルジ、大男） - 2シリーズ
- ルパン三世 PARTIII

1986年
- 宇宙船サジタリウス（1986年 - 1987年、兵隊B、コスモサービスC、考古学者、マルクの部下B）
- ゲゲゲの鬼太郎（第3作）（1986年 - 1987年、現場監督、村人A）
- ハイスクール!奇面組（手目小野若蔵）
- めぞん一刻（講師）

1987年
- ウルトラB
- エスパー魔美（少年）
- トランスフォーマー ザ☆ヘッドマスターズ（ゲツエイ、スナップドラゴン、ファーストレーン）

1988年
- 機甲戦記ドラグナー（将校）
- 新グリム名作劇場（神父）
- 闘将!!拉麵男（面鬼）
- ミスター味っ子（1988年 - 1989年、常連客B、客、豆腐屋、常連客A、寿司一）

1989年
- ジャングルブック・少年モーグリ（オオカミB、オオカミA）

1990年
- 桃太郎伝説 PEACHBOY LEGEND（村人B、研究員）
- RPG伝説ヘポイ（1990年 - 1991年、国王、シェフ）

1991年
- 機甲警察メタルジャック（整備員、医師）
- キン肉マン キン肉星王位争奪編（1991年 - 1992年、キング・ザ・100t、ロビンの父、バッファローマン〈初代〉、ボス鬼）
- 横山光輝 三国志（1991年 - 1992年、孫乾、甘寧）

1992年
- ちびまる子ちゃん（小坂さん）
- 元気爆発ガンバルガー（ジャジャーン、クッツキング、ゴタヒーター）
- スペースオズの冒険（ヘンリーおじさん）
- 楽しいムーミン一家 冒険日記（村人）
- ツヨシしっかりしなさい（舞の父、石川岩男）
- 南国少年パプワくん（ハーガス）
- 丸出だめ夫（社員、家庭教師）

1993年
- 勇者特急マイトガイン（管理室長、ジョセフグリーン、所長）

1994年
- 機動武闘伝Gガンダム（1994年 - 1995年、解説、レイモンド・ビショップ）
- 覇王大系リューナイト（船長）
- ハックルベリー・フィン物語（先生）
- 勇者警察ジェイデッカー（1994年 - 1995年、東一門）
- マクロス7（スコット）
- モンタナ・ジョーンズ（ニール教授）

1995年
- 黄金勇者ゴルドラン（エキストラA）
- クマのプー太郎（たぬきの父）

1996年
- それいけ!アンパンマン（だいちゃん〈初代〉）
- スレイヤーズ シリーズ（1996年 - 1997年、クリストファー、老人） - 2シリーズ

1997年
- ゲゲゲの鬼太郎（第4作）（お父さん、村上）
- 深海伝説MEREMANOID（ジョゼの父）
- 中華一番!（試験官長）
- 超魔神英雄伝ワタル（ピカス）
- HAUNTEDじゃんくしょん（徳川吉宗）

1998年
- TRIGUN（ベンソン）
- ふしぎなメルモ（リニューアル版）（古池）
- ロスト・ユニバース（ラーセン）

1999年
- クレヨンしんちゃん（1999年 - 2012年、ドクター・ドリル、木尾付雄、自転車屋さん、竹やぶ病院の医者、電気屋さん、老人）
- THE ビッグオー（老人たち、老漁師）
- 週刊ストーリーランド（老人）
- 忍たま乱太郎（1999年 - 2008年、老忍者、キツネ顔の盗賊、ドクアジロガサ忍者、ドクタケの医者、研ぎ師）
- パワーストーン（夢太郎、クラーケン、イカサマ紳士、スパイの老人）
- 風雲!戦国を駆ける武将 〜アニメ静岡県史〜（豊臣秀吉）
- ベターマン（彩幹生）

2000年
- アルジェントソーマ（スミス）
- ドラえもん（テレビ朝日版第1期）（2000年 - 2003年、おじさん、空き巣A、おじいさん）
- はじめの一歩（ドクター）
- ファーブル先生は名探偵（老人）
- 無敵王トライゼノン（幹部A）

2001年
- フィギュア17 つばさ&ヒカル（担当官）
- 丸出だめ夫（社員A、家庭教師C）
- RAVE（長老）

2002年
- あたしンち（2002年 - 2009年、みかんの物理の先生、先生、オヤジA、習字の先生、町会長、店主）
- キディ・グレイド（老侍従、提督）
- 十二国記（県正）
- ドラゴンドライブ（グアンクー）

2003年
- GAD GUARD（雑貨屋）
- カレイドスター（プロデューサー）
- ガングレイヴ（エヴァンス）
- 君が望む永遠（崎山健三）
- 鋼の錬金術師（老警官）
- 人間交差点（和也の父）
- プラネテス（地雷也チャド、重役）
- ポケットモンスター アドバンスジェネレーション（校長、ロイズ）
- 名探偵コナン（2003年 - 2016年、大松巡査長、渡嘉敷警部、釈蓮、小池、恩田和美、滝口幸太郎、小西和助 他）

2004年
- 鉄人28号（医師）
- NARUTO -ナルト-（ワガラシ九六）
- 忘却の旋律（浜崎・父）

2005年
- ガン×ソード（町長）
- ブラック・ジャック（2005年 - 2006年、裁判官、主事、長老、郵便配達員）

2006年
- エンジェル・ハート（学者A）
- コードギアス 反逆のルルーシュ（館長）
- 史上最強の弟子ケンイチ（先輩A）
- ふしぎ星の☆ふたご姫（満月ガメ）
- ふしぎ星の☆ふたご姫 Gyu!（2006年 - 2007年、クレソン）
- マージナルプリンス〜月桂樹の王子達〜（街のじいさん）
- RED GARDEN（牧師、店員）

2007年
- CLAYMORE（テオの町長）
- ロミオ×ジュリエット（泉の老人）

2009年
- ご姉弟物語（老人）
- 蒼天航路（老宦官）
- リストランテ・パラディーゾ（マルツィオ）

2011年
- ドラえもん（テレビ朝日版第2期）（2011年 - 2013年、へびつかい座、長次郎）
- DOG DAYS（2011年 - 2012年、元老院A、元老院） - 2シリーズ

2012年
- エリアの騎士（校長）
- バトルスピリッツ 覇王（セル爺）
- ひだまりスケッチ×ハニカム（神）

2015年
- 団地ともお スペシャル 〜夏休みの宿題は終わったのかよ?ともお〜（中山繁蔵）
- ヤング ブラック・ジャック（金山留蔵）

2016年
- 3月のライオン（松永正一）
- 一人之下 the outcast（徐叔父）

2017年
- 月がきれい（安曇龍之介）

2018年
- 銀河英雄伝説 Die Neue These 邂逅（クラウス・フォン・リヒテンラーデ）
- バキ（ドクター）

### 劇場アニメ
1983年
- ドキュメント 太陽の牙ダグラム（兵士）

1985年
- カムイの剣（ゴールドガン）

1987年
- ドラゴンボール 魔神城のねむり姫（魔人）

1992年
- せんぼんまつばら 川と生きる少年たち（下役人）

1994年
- かっ飛ばせ! ドリーマーズ -カープ誕生物語-（医師）

1995年
- NINKU -忍空-（村人）

1998年
- がんばれゴエモン 地球救出大作戦（じいさん）

2007年
- キディ・グレイド（議長）
- 名探偵コナン 紺碧の棺（医師）

### OVA
1985年
- エリア88

1986年
- メガゾーン23 PARTII 秘密く・だ・さ・い（提督）

1987年
- 戦国奇譚妖刀伝（供侍A）

1988年
- トウキョウ・バイス（管制官）
- トップをねらえ!（技師）
- メタルスキンパニック MADOX-01（高官）

1989年
- 敵は海賊〜猫たちの饗宴〜
- プロジェクトA子 完結篇（神父）

1990年
- 暗黒神伝承 武神（飲屋のおやじ）
- A-Ko The VS（警備部長、用心棒D、家臣B）
- 電脳都市OEDO808（所員A、ジェームス高木）
- フリテンくん（男）

1991年
- おざなりダンジョン 風の塔（隊長）
- ここはグリーン・ウッド（忍の父）
- 生命の科学ミクロパトロール（グロバス）
- 電脳都市OEDO808（男3）
- 人魚の森（巡査B）
- 魔宮戦場2（助手〈男〉）
- 夢枕獏 とわいらいと劇場 骨董屋（山室）

1992年
- 銀河英雄伝説（マリネッティ）
- ゴリラーマン（河野博文）
- 世界の光 親鸞聖人（信空）
- ドラゴンスレイヤー英雄伝説 王子の旅立ち（ザギー）

1994年
- ダーティペアFLASH（カブス老人）
- 超時空世紀オーガス02（科学者）

1998年
- ヨコハマ買い出し紀行（運転手）

2001年
- Spirit of Wonder 少年科學倶楽部（シェパード、チャールズ）

2002年
- ガレリアンズ：リオン（パスカーレ）

2006年
- 君が望む永遠 〜Next Season〜（崎山健三）

2007年
- 装甲騎兵ボトムズ ペールゼン・ファイルズ（軍医）

### Webアニメ
- あゆまゆ劇場（2006年、崎山健三）

### ゲーム
1993年
- ソードマスター（ファラディ、アドラン、リィスティス）

1994年
- キャプテン翼
- 3×3EYES～三只眼變成～（スティーブ龍）

1995年
- 真怨霊戦記（村上信春）
- 3×3EYES 〜吸精公主〜（スティーブ龍、恩じい）

1996年
- エーベルージュ（ザクセン・リースリング、ナレーション）
- 虚空漂流ニルゲンツ（エーアリヒ・グライフェン）
- 3×3EYES 吸精公主 S（スティーブ龍）
- 風雲悟空忍伝（暗黒大魔王）
- ブレインデッド13（ムース）

1997年
- 同級生2（暴漢）
- プリンセスメーカー ゆめみる妖精（オグリビー）
- ロックマンX4（フロスト・キバトドス、ストーム・フクロウル）

1998年
- エーベルージュ2（ザクセン・リースリング）
- 可変走攻ガンバイク（ナレーション）
- ゆうわくオフィス恋愛課（長部洋次）

1999年
- ガレリアンズ（パスカーレ）

2004年
- モンキーターンV（畑中一秀）

2005年
- 影牢II -Dark illusion-
- テイルズ オブ ジ アビス（テオドーロ・グランツ）

2006年
- テイルズ オブ デスティニー（PS2版）（ドライデン）

2007年
- テイルズ オブ ファンダム Vol.2（テオドーロ・グランツ）

2008年
- アユマユ オルタネイティヴ（崎山健三）

### ドラマCD
- 餓沙羅鬼見聞録（郎党1）
- 少年陰陽師 天狐編 第1巻（長老）
- 深海伝説マーメノイド
- トリフェルズ魔法学園物語 〜エーベル騎士団篇〜（ザグゼン・リースリング学長、ナレーション）
- CDシアター ドラゴンクエストVI（ハッサンの父）
- フォーチュン・クエスト外伝（獣人）
- ファイアーエムブレム 暗黒竜と光の剣 vol.4 〜魔道の聖域〜（ガトー）
- 勇者警察ジェイデッカー CDミステリー劇場 「謎の招待状〜今、真実が明かされる時〜」（東一門）
- リストランテ・パラディーゾ Drama CD Vol.1（マルツィオ）
- ロードス島戦記（アブール）

### BLCD
- 開いてるドアから失礼しますよ（父）
- 3時から恋をする（梅宮社長）
- タクミくんシリーズ（医師）
- 二重螺旋2 愛情鎖縛（加門の祖父）
- ミッシング・ロード 〜世界を越えて君を呼ぶ〜（弘樹の祖父）
- 憂鬱な朝（森山侯爵）

### ラジオドラマ
- 未来少年コナン（1979年、オールナイトニッポン）

### 吹き替え

#### 映画
- エージェント・レッド（ソッカ）
- おいしい生活（トミー〈トニー・ダロウ〉）
- オゾンクライシス（ジェレミー）
- オペレーション・ノア
- がんばれ!ベアーズ ※テレビ朝日版
- カウンターフォース
- カンニング・モンキー 天中拳（衛天鷹〈リン・チャオシュン〉）※フジテレビ版
- 華麗なる賭け ※TBS版
- 黄色いリボン ※テレビ朝日版
- キックボクサー（トン・ポー〈ミシェル・クィシ〉）
- キングコング2 ※ビデオ版
- キャノンボール3 新しき挑戦者たち（マイケル・スピンクス）※ビデオ版
- キング・ソロモンの秘宝2/幻の黄金都市を求めて（ナスタ〈ドウミ・ラービ〉）※テレビ朝日版
- 虚栄のかがり火（アルバート・フォックス（クリフトン・ジェームズ）、ロウリー・ソープ〈アダム・ルフェーヴル〉）
- 孔雀王 アシュラ伝説（鬼CDEF）
- クランスマン（ヘンリィ〈リー・デ・ブロー〉）
- クロコダイル・ダンディー in L.A.（鑑定家）
- クラッシュ・ダイブ II 沈黙の潜水艦
- ゲッタウェイ ※テレビ朝日旧録版
- 原子力潜水艦浮上せず
- ゴースト/血のシャワー ※フジテレビ版
- コールド・ブラッド/殺しの紋章（ジャムジー〈マイケル・セルジオ〉）
- サハラ 死の砂漠を脱出せよ（大使（パトリック・マラハイド）、砲手、男1） ※ソフト版
- ザ・パッケージ/暴かれた陰謀（カールソン将軍〈ジョー・グレコ〉）
- シティ・オブ・ジョイ
- ジャングル・ブック
- 知らなすぎた男（ギルバート・エンブルトン〈ジョン・スタンディング〉）
- 新Mr．BOO!お熱いのがお好き（チャン警部〈曹達華〉）
- SET IT OFF
- ダイヤルM ※日本テレビ版
- ダイ・ハード2（軍用機機長、司法官、エンジニア）※フジテレビ版
- ダイヤモンドの犬たち（ウェッブの運転手）
- ターミナルフォース/叛逆のサイバーコップ
- 大列車強盗 ※テレビ朝日版
- 弾丸を噛め ※テレビ朝日版
- ツイン・ドラゴン ※フジテレビ版
- トーク・レディオ ※TBS版
- トイ・ソルジャー ※フジテレビ版
- ドラゴンロード（キラー）※フジテレビ版
- ナチュラル（ゲイツ）※DVD・BD用新録版
- ファイナル・カウントダウン ※フジテレビ版
- ファルコン・アロー
- ブッチャー・ボーイ（庭師）
- フロム・ヘル（ハーシャム卿〈ピーター・アイア〉）
- ベアーズ・キス
- 誇り高き男（ビリー（ポール・E・バーンズ）、ディーラー、ボルトン、フロント 他）
- ミュータント・タートルズ ※VHS版
- メテオ（男の声、イタリア人 他）
- 理想の結婚（メイスン）
- ロシア・ハウス（ジョージ、バディー、男 他）
- ワイルド・スピード（ハリー〈ヴィト・ルギニス〉）

#### テレビドラマ
- アリー my Love
- 暗黒の戦士 ハイランダー
- NYPDブルー（ドミニク・ブッチ）
- 狼女の香り（風船売り）
- うわさの刑事 テキーラとボネッティ（ヌーゾ〈テリー・ファンク〉）
- L.A.ロー 七人の弁護士（デビッド・エリス〈ロン・カナダ〉）
- グッド・ファイト
- ザ・プラクティス ボストン弁護士ファイル（ホリングス弁護士〈デヴィッド・オグデン・スティアーズ〉）
- 新アウターリミッツ（ミッキー、キャプテン）
- スターゲイト SG-1（クラインハウス博士、ケリガン准将〈マイケル・コプサ〉）
- ドーソンズ・クリーク
- パワーレンジャー・ターボ（エビルウィッシャー〈トム・ファーン〉）
- 超音速ヒーロー ザ・フラッシュ #1 #2
- プロビデンス（エド・ギャレット）
- プリズン・ブレイク シーズン2 #15
- ベイウォッチ

#### アニメ
- ワイルド・ソーンベリーズ
- トロールハンターズ：アルカディア物語

### テレビドラマ
- 望郷 日本最初の第九交響曲〜板東俘虜収容所物語（1977年、CX）
- 人妻捜査官（1984年、ABC）
- ドラマ・スペシャル / 日本の面影（1984年、NHK）
- 19borders（2004年、TVK）

### 特撮
- 電磁戦隊メガレンジャー（1997年、セミネジレの声）
- 救急戦隊ゴーゴーファイブ（1999年、デスマインの声）

### ボイスオーバー
- BS世界のドキュメンタリー（NHK-BS1）

### VP
- 旭化成
- JR東海
- 第一生命
- 東日本ハウス
- 日立インダストリアルプロダクツ

### CM
- IJJ0041
- 大塚製薬 ファイブミニプラス
- 宝島社 爆笑問題の日本原論
- 東芝 Bアリーナー
- 東洋信託銀行
- トヨタ シニアキャンペーン「クラウンアスリート編」
- P&G
- ミツカン酢
- 森永製菓 森永ビスケット

### 舞台
- 八月のはなし ※白川澄子と共に朗読
- ストーリーズchap.14 加藤精三追悼公演「あの世からの訴状 関屋周三の独白」（2014年5月17日） - 朗読

### その他コンテンツ
- 日韓トンネル・国際ハイウエイ紹介ビデオ ユーラシア大陸20000kmの旅（父親）